# Kudos
El terme kudos deriva del grec κῦδος kŷdos ("gloria" o "reconeixement", habitualment adquirida en batalles, indica un reconeixement positiu per la pròpia acció. El terme va entrar dins l'argot universitari britànic a principis del segle xviii. En anglès, com en grec, «kudos» s'escriu tant en singular com en plural igual, però habitualment s'expressa en plural: «She received many kudos for her work», és a dir «ella va rebre molts kudos pel seu treball». S'usa bastant en aplicacions mòbils que registren activitats esportives compartides, i els usuaris assignen kudos als reptes, carreres, activitats que un company fa. És el símil per activitats esportives del m'agrada de Facebook o Instagram.